# Grand Inquisiteur de France

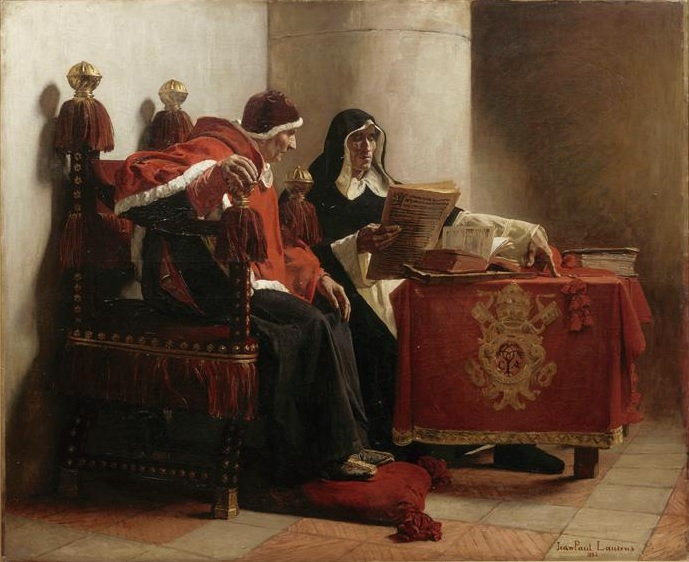
Le Grand Inquisiteur dit aussi « Le Pape et l'inquisiteur », J-P. Laurens, 1882

Il y avait deux Grands Inquisiteurs de France (G.I.F) :
- le premier siégeait à Paris, pour les pays de langue d'oil mais disposait de cinq à six tribunaux ambulants. Lui seul avait véritablement droit au titre ;
- le second siégeait à Toulouse, pour les pays de langue d'oc, ce dernier siège fut « dédoublé » durant les troubles albigeois à Carcassonne. Ces deux sièges étaient fixes et leur Président était simplement appelé « Grand Inquisiteur ».

De fait, dans ces pays d'oc (très liés avec l'Aragon), l'appellation d'« Inquisiteur général » n'était plus en usage.

## Nomination
Les Grands Inquisiteurs de France étaient nommés par le Roi de France ou par le comte de Toulouse.

## Rôle de saint Dominique et des dominicains

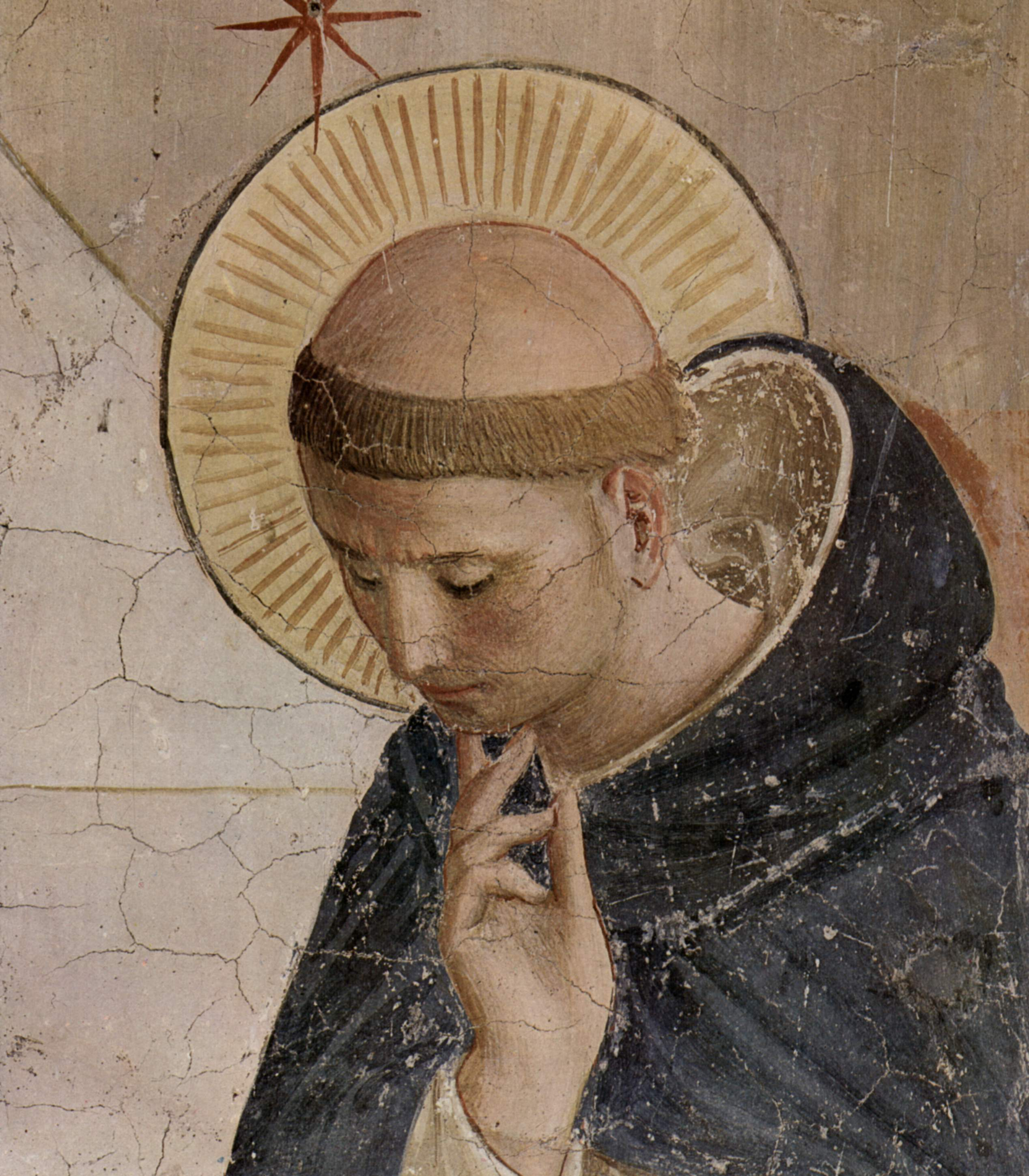
Fra Angelico, saint Dominique de Guzmàn

L'Inquisition sera confiée aux franciscains et surtout aux frères prêcheurs, les dominicains, mais cette fondation a lieu deux ans après la mort de leur fondateur, Dominique de Guzmàn (v.1175– † 1221), opposé de son vivant à toute forme d'action autre que la prédication et la persuasion verbale (controverses, exhortations, avis...).
Il rejoint en cela Bernard de Clairvaux (1090 – † 1153) qui stipulait : « Fides suadenda non imponenda » (« la foi doit être persuadée non imposée ») et si la lutte contre les hérésies est fort ancienne, l'instauration d'une loi de procédure pénale dans cette lutte est une grande innovation en Europe. Jusque-là (et même plus tard), souverains, évêques et légats agissaient un peu selon leur bon vouloir, ce qui souvent signifiait des atrocités innommables. L'instauration d'une « violence nécessaire mais codifiée » serait alors une « avancée législative » et aurait donc pu être, en principe, souhaitable.
Aussi, rompant avec la doctrine de non violence - prêchée par ces deux Saints éminemment célèbres, Jacques Ier d'Aragon abolira cette tradition en 1232 (selon l'avis de son confesseur Raymond de Peñafort) et demandera l'instauration d'une Inquisition en Aragon. Il sera suivi par Raymond V de Toulouse en 1234.

## L'Inquisition médiévale(en France)

### Chronologie
- 1199 : Le pape Innocent III définit la procédure inquisitoriale contre les albigeois dans la bulle Vergentes in senium.
- 1200 : Vers cette époque, promulgation de lois punissant de mort les hérétiques par Louis VIII en France (1226), par Raymond V de Toulouse (1229), Pierre II d'Aragon (1226), etc. Le bûcher devient la sanction usuelle contre les hérétiques.
- 1205 : Le pape Innocent III, dans sa bulle Si adversus vos, condamne ceux qui viennent à la défense des hérétiques, leur interdisant de fait le secours d'un avocat, voire de témoins à décharge. Cette disposition excessive ne restera pas en usage.
- 1207 : Le pape Innocent III fait prêcher la croisade contre les albigeois. Elle prendra fin par le Traité de Paris (1229).
- 1213 : La décrétale Licet Heli permet d'appliquer la procédure inquisitoire contre les hérésies. Elle sera complétée par la décrétale Per tuas litteras.
- 1215 : Le IVe concile du Latran reprend et met en ordre toutes les dispositions relatives à la procédure inquisitoriale.
- 1231 : La Constitution Excommunicamus, condamnant l'hérésie, excommunie les hérétiques et officialise les ordonnances du pouvoir temporel : la prison à vie pour les repentants, le bûcher pour les hérétiques récalcitrants.
- À partir de 1231 : Les premiers inquisiteurs sont désignés et missionnés par le Saint-Siège qui fait des choix pour le moins malheureux. Le premier des inquisiteurs Conrad de Marbourg, nommé en 1231, sera assassiné en 1233.
- 1233, en avril : Bulle Ille humani generis : la compétence contre les hérésies est retirée aux tribunaux ecclésiastiques quand un tribunal d'Inquisition existe.
- 1234 : Les tribunaux d'Inquisition sont installés à Toulouse et Carcassonne. Ils sont confiés aux Dominicains.
- 1235 : Robert le Bougre est nommé inquisiteur de France.
- 1237 : Raymond VII de Toulouse obtient la suspension de l'Inquisition dans ses États.
- 1237 : À Carcassonne, répression particulièrement musclée par le Catalan Ferrier, surnommé le « marteau des hérétiques ». Ce surnom sera plus tard donné à Torquemada et Antoine de Padoue.
- 1239 : En Champagne, Robert le Bougre fait brûler 180 personnes au Mont-Aimé, jugées en à peine une semaine.
- 1242 : Premier manuel de l'Inquisition, élaboré par Raymond de Peñafort.
- 1242 : Deux inquisiteurs, Guillaume Arnaud et Étienne de Saint-Thibéry, sont assassinés à Avignonet.
- 1244 : Fin de l'hérésie à Montpellier, le tribunal de l'Inquisition y est supprimé.
- 1246 : Innocent IV veut suivre de près et intervient dans le fonctionnement des tribunaux d'Inquisition, ce qui cause des frictions (voir Inquisition médiévale).
- 1249 : Sans passer par le tribunal de l'Inquisition, Raymond VII de Toulouse fait brûler quatre-vingts hérétiques en sa présence, sans leur permettre de se rétracter.
- 1250 : L'Inquisition (inquisitio hereticæ pravitatis) est en place et fonctionne dans toute l'Europe occidentale.
- 1252 : Pierre de Vérone, qui sera surnommé « Pierre Martyr », est assassiné en Italie. Il est canonisé un an plus tard.
- 1252 : Innocent IV promulgue la bulle Ad extirpanda autorisant l'usage de la question dans les enquêtes de l'Inquisition. Cette autorisation est confirmée en 1259 (Alexandre IV) et 1262 (Clément IV), date à laquelle les inquisiteurs sont finalement autorisés à assister à la question.
- 1254 : Innocent IV renouvelle l'interdiction faite aux autorités civiles d'emprisonner ou de brûler les hérétiques sans l'avis de l'évêque du lieu, interdiction souvent rappelée par la suite.
- 1255 : Innocent IV prescrit l'usage des boni viri.
- 1255 : Les dominicains s'établissent à Toulouse.
- 1261 : Le témoignage des hérétiques et apostats est officiellement admis devant les tribunaux de l'Inquisition.
- 127] : Thomas d'Aquin dans la Somme théologique considère que la peine de mort peut être légitimement employée pour assurer le maintien de l'ordre public, y compris contre les hérésies.
- 1286 : Plainte du consul de Carcassonne au roi de France sur la cruauté des inquisiteurs du lieu.
- 1301 : Philippe IV le Bel prend prétexte des excès de l'Inquisition pour reprendre en main le fonctionnement de ces tribunaux.
- 1306 : Clément V ordonne une enquête sur le fonctionnement de l'Inquisition dans le sud de la France.
- 1307 : les premiers Templiers sont brûlés sur ordre de Philippe le Bel.
- 1308 : Bernard Gui est nommé Grand inquisiteur de Toulouse.
- 1310 : Marguerite Porete, dite Marguerite des Prés est brûlé pour hérésie, auteur mystique et chrétienne du courant des béguines, née vers 1250, brûlée avec son livre Le Miroir des Simples âmes et anéanties....

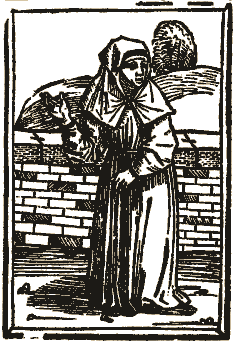
Une béguine (telle Marguerite Porete), imprimée à Lübeck en 1489

- octobre 1311 - mai 1312, le concile de Vienne, est convoqué par le pape Clément V,  pour statuer de l'Ordre du Temple.

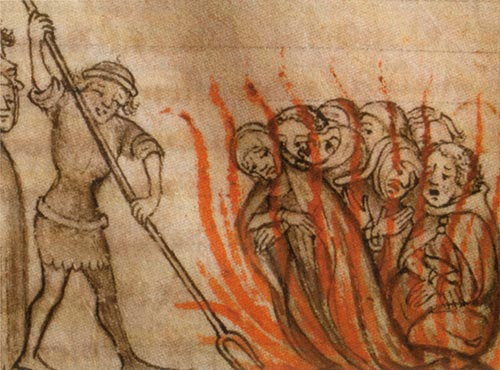
Exécution des Templiers

- 1312 : Constitutions Multorum querela et Nolentes sont promulguées lors du concile de Vienne, exigeant le contrôle de l'évêque du lieu pour tous les actes importants de la procédure de l'Inquisition.
- 1314 : les Maîtres Templiers sont brûlés pour hérésie sodomie, etc.
- 1321 : Le dernier dignitaire cathare, Guillaume Bélibaste, est brûlé à Villerouge-Termenès, par l'Inquisition de Carcassonne.
- 1324 : Jean de Beaune, inquisiteur de Carcassonne.
- 1328 : Dernier hérétique brûlé à Carcassonne.
- 1400 : La fonction d'inquisiteur devient progressivement un titre accessoire ou honoraire.

## Liste des Grands Inquisiteurs

### ÀParis, pour les pays delangue d'oil
- en 1235, Robert le Bougre, dominicain, est nommé Inquisiteur général du royaume de France (autre dénomination du GIF). Mais, à l'instar de Conrad de Marbourg premier inquisiteur connu, il commet tellement d'exactions qu'il est relevé de ses fonctions l'année suivante pour finir (probablement) ses jours en prison.

- Guillaume Humbert de Paris, dominicain, GIF de 1307 à 1314, il instruit le procès de Marguerite Porete et celui des Templiers. Il serait mort assassiné.

### ÀToulouse
- - de 1308 (ou 1306) à 1323, Bernard Gui exerce comme Grand inquisiteur de Toulouse.

### ÀCarcassonne
- 1237 : frère Ferrier ou Ferrier (de), G. I., dominicain catalan, se livre à une répression particulièrement sévère ; il est  surnommé le « marteau des hérétiques ».